# 三栉相手蟹
三栉相手蟹（学名：Parasesarma tripectinis，舊屬方蟹科相手蟹属，今屬相手蟹科擬相手蟹屬。

## 分佈
在中国大陆，分布于福建、浙江、青岛胶州湾等地，生活环境为海水，一般生活于潮间带。

## 外部連結
- 維基物種上的相關：三栉相手蟹